# Меляса

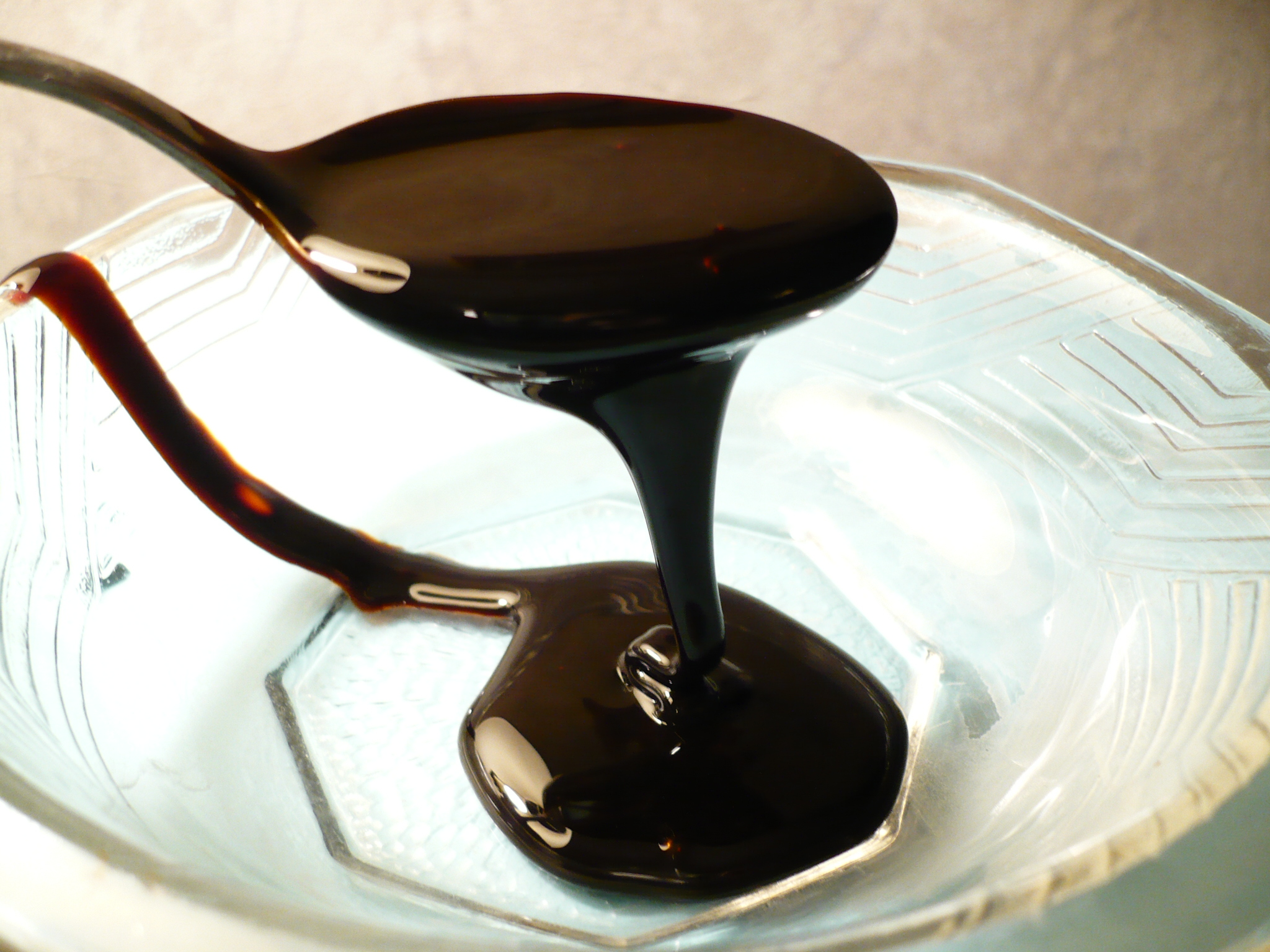
Густа меляса з цукрової тростини

Меляса, меляс, маляс, міляс, патока кормова (англ. molasses, blackstrap; нім. Melasse f) — побічний продукт бурякоцукрового виробництва, густа брунатна рідина, що залишається після переробки цукрових буряків та цукрової тростини як відходи виробництва цукру.
Використовується як сировина для виробництва етилового спирту, харчових кислот, хлібопекарських та кормових дріжджів, як добавка до корму сільськогосподарських тварин, а також як зв'язуюча речовина при грудкуванні дрібнодисперсного вугілля. За невеликих дозувань (менше 1 %) діє як прискорювач, а за великих дозувань — як уповільнювач хімічних реакцій; застосовується за плюсових температур; має пластифікувальні властивості; не викликає корозії. ДСТУ 3696-98.
У США та Канаді меляса, отримана в процесі переробки цукрової тростини, набула високої популярності саме як кулінарний сироп, оскільки вона приємна на смак. Це один з небагатьох підсолоджувачів, багатих на мікроелементи та вітаміни. Вегетаріанці цінують чорну тростинну патоку (англ. blackstrap) як рослинне джерело кальцію. Меляса, яку отримують від переробки цукрових буряків, має гірші смакові та ароматичні властивості, і людьми як правило у їжу не вживається. У Європі та Україні часто використовується в годівлі сільськогосподарських тварин.
З додаванням меляси готують багато комбікорму. При гранулюванні кормів її використовують як зв'язуючий інгредієнт і гарний засіб для змащення грубих і концентрованих кормів. Корми з меляси містять 20—25 % води, близько 9 % азотистих сполук, переважно амідів, 58—60 % вуглеводів, головним чином цукру, і 7—10 % золи.
Вона є цінною сировиною для біотехнологічних виробництв, з меляси шляхом її зброджування отримують: при анаеробному бродінні — етиловий спирт, молочну, масляну, пропіонову й інші кислоти; при аеробному бродінні — глюконову, лимонну, фумарову, щавлеву та оцтову кислоти. Меляса використовується для виробництва низькоякісного самогону (малясівка, «патоковий» самогін) та поряд з рисом є сировиною для виготовлення «Тайського віскі» (Hong Thong).

## Меляса у культурі
- Про вживання меляси у їжу детально описано в романі Василя Барки «Жовтий князь», який присвячений голодомору 1932—1933 років.
- Мелясі присвячена пісня, яку виконує у третій серії мультсеріалу Через садовий мур герой на ім'я Ґреґорі.
- Про цукерки з меляси згадується у романі Джоан Роулінг «Гаррі Поттер і таємна кімната»: «Гаррі хотів зауважити, що важко придумати гірший клопіт, ніж блювання слимаками, але не міг нічого сказати, бо його щелепи безнадійно зав'язли в Геґрідових цукерках із меляси».
- Меляса згадується у патріотичній американській народній пісні «Янкі-Дудл». Коли герой, Янкі Дудл, потрапляє до американських добровольців, то бачить їх товстими, марнотратними і що їдять мелясу, коли тільки забажають.
- Меляса згадується в художньому романі "Ті, що співають у терні" авторства Коллін Мак-Каллоу. В романі детально описується запах місцевості, де виробляється меляса: "... сильний нудотний сморід, який Меґґі безуспішно намагалася вигнати зі своїх ніздрів іще відтоді, як зійшла з потяга. Схожий на запах гниття, однак трохи відмінний; нестерпно солодкий, всепроникливий, здавалося, він ніколи не слабшав…".[3]